# Caecilia attenuata
Caecilia attenuata és una espècie d'amfibi de la família Caeciliidae que habita a Equador i el Perú en boscos tropicals o subtropicals humits i a baixa altitud, plantacions, jardins rurals i zones prèviament boscoses ara molt degradades.